# Granschütz
Granschütz è una frazione di 1 146 abitanti del comune tedesco di Hohenmölsen, situata nel land della Sassonia-Anhalt.
Fino al 31 dicembre 2009 ha costituito un comune autonomo.